# 齿瓣蝇子草
齿瓣蝇子草（学名：Silene incisa）为石竹科蝇子草属的植物，是中国的特有植物。分布在中国大陆的四川等地，生长于海拔1,700米至1,820米的地区，多生长于山地草坡岩石上，目前尚未由人工引种栽培。